# Danmarks Vej- og Bromuseum
Danmarks Vej- og Bromuseum (deutsch Dänisches Straßen- und Brückenmuseum) war ein Museum in der dänischen Stadt Holbæk, das die Geschichte dänischer Brücken und Straßen thematisierte. Es existierte nur von Juni 2011 bis August 2012. Die Ausstellungsstücke stammten unter anderem aus den Sammlungen des ehemaligen Verkehrsmuseums Danmarks Vejmuseum, das sich von 1991 bis 1996 auf der Insel Farø befand, und der Gesellschaft Dansk Vejhistorisk Selskab. Zur Anlage gehörten auch Rekonstruktionen historischer Straßen aus der Wikingerzeit und dem Mittelalter.
Das Museum unterstand dem dänischen Transportministerium. Seine Errichtung basierte auf einer Vereinbarung vom 5. November 2003 zwischen der Regierung Fogh Rasmussen und den Fraktionen von Dansk Folkeparti, Det Radikale Venstre und Kristendemokraterne. Erst siebeneinhalb Jahre später fand am 21. Juni 2011 in Anwesenheit von  Museumsdirektor Christian Wedell-Neergaard und Transportminister Hans Christian Schmidt die Eröffnung statt. Museumsneubau und Ausstellung kosteten 11 Mio. DKK. Anfang März 2012 entzog Schmidts Nachfolger Henrik Dam Kristensen im Zuge von Sparmaßnahmen dem Museum die jährlichen öffentlichen Zuschüsse in Höhe von 2,5 Mio. DKK. Der Ausstellungsbetrieb musste deshalb zum 30. August 2012 eingestellt wurde.
Das Gebäude konnte in den folgenden Jahren weder verkauft noch einer neuen Nutzung zugeführt werden, weil sich der dänische Staat und die Kommune Holbæk nicht über die Modalitäten einigen konnten.